# Danila Manca
Danila Manca (18 de mayo de 1970) es una deportista italiana que compitió en halterofilia. Ganó tres medallas en el Campeonato Europeo de Halterofilia entre los años 1989 y 1993.

## Palmarés internacional
| Campeonato Europeo | Campeonato Europeo       | Campeonato Europeo | Campeonato Europeo |
| Año                | Lugar                    | Medalla            | Categoría          |
| ------------------ | ------------------------ | ------------------ | ------------------ |
| 1989               | Mánchester (Reino Unido) | Medalla de bronce  | 44 kg              |
| 1991               | Varna (Bulgaria)         | Medalla de plata   | 44 kg              |
| 1993               | Valencia (España)        | Medalla de bronce  | 46 kg              |